# Near dark
Near dark is een studioalbum van Tangerine Dream, waarop de gedeeltelijke filmmuziek van de gelijknamige film verscheen. Het was het tweede album met filmmuziek geschreven en uitgevoerd door onderstaande combinatie. De samenstelling van TD werd niet vermeld, doch vanuit de chronologische volgorde kan onderstaande samenstelling aangehouden worden. Regisseuse Kathryn Bigelow was gecharmeerd van de eerdere filmmuziek van TD.

## Musici
- Christopher Franke, Edgar Froese, Paul Haslinger – synthesizers, elektronica

## Muziek
Allen door Franke, Froese, Haslinger

| Nr. | Titel                               | Duur |
| --- | ----------------------------------- | ---- |
| 1.  | Caleb's theme                       | 3:10 |
| 2.  | Pick up at high noon                | 4;56 |
| 3.  | Rain in the third house             | 2:56 |
| 4.  | Bus station (including Mae’s theme) | 8:38 |
| 5.  | Good times                          | 2:35 |
| 6.  | She’s my sister (Resurrection I)    | 7:20 |
| 7.  | Mae comes back                      | 2:00 |
| 8.  | Father and son (Resurrection II)    | 2:55 |
| 9.  | Severin dies                        | 2:45 |
| 10. | Fight at dawn                       | 4:40 |
| 11. | Mae's transformation                | 4:20 |